# 태풍 란 (2017년)
태풍 란 (LAN) 혹은 필리핀 태풍명 파올로 (Paolo)는 2017년의 21호 태풍이며 2017년에서 가장 강한 태풍이다. 또한 모든 태풍중 강풍역이 2번째로 큰 태풍이다.

## 태풍의 진행

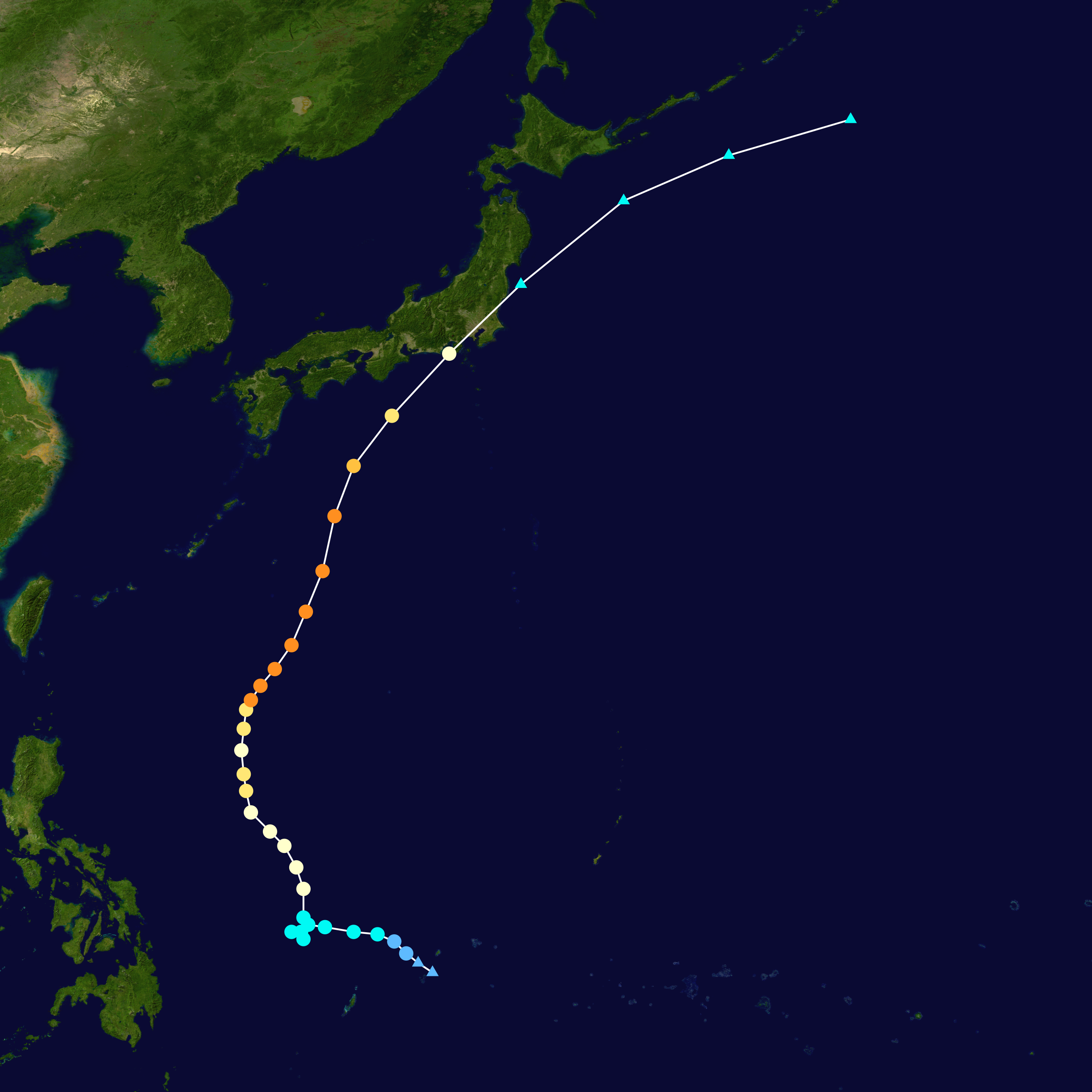
태풍 란의 이동 경로

태풍 는 10월 16일 오전 3시에 중심기압 1000hPa, 최대풍속 18m/s, 강풍 반경 170km, 크기 '소형'의 열대폭풍으로 팔라우 북동쪽 약 300km 부근 해상에서 발생하였다.(일본 기상청 태풍정보 속보치 기준) 발생 이후 서북서~북북서진하면서 크기를 불려가며 발달해서, 10월 21일 오전 3시에 일본 오키나와 남남동쪽 약 690km 부근 해상에서 중심기압 925hPa, 최대풍속 49m/s, 강풍 반경 950km(남쪽 반경)의 세력 '매우 강', 크기 '초대형'(일본 기상청 태풍정보 속보치 기준)의 태풍으로 최성기를 맞이하였다. 최성기 때부터 북북동진으로 전향한 뒤, 서서히 약화되어가면서 일본을 향해 이동하였고, 10월 23일 오전 3시에 중심기압 950hPa, 최대풍속 39m/s, 강풍 반경 1,300km(서쪽 반경)의 세력 '강', 크기 '초대형'(일본 기상청 태풍정보 속보치 기준)의 태풍으로 일본 도쿄 서남서쪽 약 170km 부근 육상(일본 시즈오카현 오마에자키 부근 육상)에 상륙하였다. 일본에 상륙한 이후에는 온대저기압화가 급격하게 진행되어서, 한국 기상청 기준으로는 10월 23일 오전 9시에 일본 센다이 남남동쪽 약 130km 부근 해상에서 중심기압 965hPa의 온대저기압으로 변질되었다. 일본 기상청 기준으로는 10월 23일 오후 3시에 일본 센다이 북동쪽 약 526km 부근 해상에서 중심기압 970hPa의 온대저기압으로 변질되었다. 태풍 란은 일본 기상청 기준으로 강풍 반경이 초대형이라서, 10월 22일에 대한민국에도 직접 영향을 주었다. 일본 시즈오카현 오마에자키에서 10월 23일 오전 2시 56분에 최저기압 952.6hPa을 기록하였다.  란은 미국에서 제출한 이름이며 마셜어로 폭풍을 의미한다.
| 순위 | 태풍번호 | 태풍이름 | 최대크기 (강풍역 직경) |
| ---- | -------- | -------- | ---------------------- |
| 1위  | 9713     | WINNIE   | 2350 km                |
| 2위  | 9012     | YANCY    | 2200 km                |
| 2위  | 8713     | FREDA    | 2200 km                |
| 2위  | 9725     | KEITH    | 2200 km                |
| 2위  | 1721     | LAN      | 2200 km                |
| 6위  | 9513     | OSCAR    | 2150 km                |
| 7위  | 9023     | KYLE     | 2050 km                |
| 7위  | 8610     | SARAH    | 2050 km                |
| 7위  | 9609     | HERB     | 2050 km                |
| 10위 | 0104     | UTOR     | 1950 km                |
| 10위 | 8124     | GAY      | 1950 km                |
| 12위 | 0111     | PABUK    | 1900 km                |

## 같이 보기
- 2017년 태풍